# 4327 Ries
4327 Ries eller 1982 KB1 är en asteroid i huvudbältet som upptäcktes den 24 maj 1982 av den amerikanska astronomen Carolyn S. Shoemaker vid Palomar-observatoriet. Den är uppkallad efter meteoritkratern Nördlinger Ries i Tyskland.
Asteroiden har en diameter på ungefär 14 kilometer.